# Miesha Tate
Miesha Tate (ur. 18 sierpnia 1986 w Tacoma) – amerykańska profesjonalna zawodniczka mieszanych sztuk walki (MMA), była mistrzyni organizacji Strikeforce oraz Ultimate Fighting Championship w wadze koguciej.

## Kariera MMA
W 2007 roku postanowiła zadebiutować w mieszanych sztukach walki dochodząc do półfinału turnieju BodogFIGHT (wcześniej stoczyła 3 walki w amatorskim MMA, bilans 2-1). Kolejne lata to pojedynki na lokalnych galach w których Miesha wygrywała przed czasem zdobywając m.in. tytuł Freestyle Cage Fighting w 2009 roku oraz sukcesywnie broniąc go rok później.
W 2010 roku związała się długoterminowo z drugą co do wielkości organizacją MMA w USA – Strikeforce (wcześniej, jednorazowo walczyła w Strikeforce w 2009 roku przegrywając z Kanadyjką Sarą Kaufman). W tym samym roku 26 marca stoczyła wygrany pojedynek z Zoilą Frausto Gurgel poddając ją dźwignią prostą na łokieć. 13 sierpnia 2010 roku wzięła udział w turnieju mającym wyłonić pretendentkę do pasa mistrzowskiego Strikeforce w wadze koguciej (do 61 kg) będącym w posiadaniu Holenderki Marloes Coenen. Tate wygrała turniej pokonując obie rywalki na punkty. Pojedynek o mistrzostwo odbył się 30 lipca 2011 roku który Tate ostatecznie wygrała poddając Holenderkę duszeniem trójkątnym rękoma w 4. rundzie. 3 marca 2012 roku Tate zmierzyła się w Columbus z pretendentką do tytułu Rondą Rousey. Rousey odebrała jej tytuł wygrywając przez kolejne z rzędu poddanie za pomocą dźwigni na staw łokciowy (Tate zwlekała z odklepaniem i w konsekwencji doznała kontuzji ręki). Następnie Tate zawalczyła z Julią Kedzie, którą pokonała przez poddanie w 4 rundzie. Po zakończeniu działalności Strikeforce przeszła do organizacji Ultimate Fighting Championship, podpisując kontrakt na walkę z Cat Zingano z którą przegrała przez TKO. Od porażki z Zingano wygrała cztery pojedynki w UFC (m.in. z Sarą McMann) i jeden przegrała (w rewanżu z Rousey).
5 marca 2016 na UFC 196 poddała obrończynię tytułu Holly Holm w 5. rundzie mistrzowskiego starcia duszeniem zza pleców, zdobywając tym samym pas mistrzyni UFC w wadze koguciej. Tytuł straciła w pierwszej obronie, 9 lipca 2016 (UFC 200), na rzecz Brazylijki Amandy Nunes już w pierwszej rundzie przez poddanie (duszenie zza pleców).
12 listopada 2016 roku na gali UFC 205 w Nowym Jorku, po przegranej na punkty walce z Raquel Pennington, ogłosiła zakończenie kariery.

## Osiągnięcia

### Mieszane sztuki walki
- 2007: BodogFIGHT Women's Bantamweight Tournament – półfinalistka
- 2009–2010: mistrzyni Freestyle Cage Fighting w wadze koguciej (do 61 kg)
- 2010: Strikeforce Women's Bantamweight Tournament – 1. miejsce
- 2011: mistrzyni Strikeforce w wadze koguciej
- 2016: mistrzyni UFC w wadze koguciej

### Grappling
- 2008: Grappling World Team Trials – 1. miejsce w kat. -71,8 kg[6]
- 2008: Mistrzostwa Świata FILA w Grapplingu – 2. miejsce w kat. -72 kg (no gi)[7]

## Lista walk w MMA
| Wynik     | Bilans | Przeciwnik (bilans przed walką) | Rozstrzygnięcie                                   | Runda | Czas | Rozgrywki                                               | Data       | Miejsce    | Uwagi                                                                               |
| --------- | ------ | ------------------------------- | ------------------------------------------------- | ----- | ---- | ------------------------------------------------------- | ---------- | ---------- | ----------------------------------------------------------------------------------- |
|           |        | Yana Santos (15-8)              |                                                   |       |      | UFC Fight Night: Sandhagen vs. Figueiredo               | 03.05.2025 | Des Moines |                                                                                     |
| Wygrana   | 20-9   | Julia Avila (9-2)               | Poddanie (duszenie zza pleców)                    | 3     | 1:15 | UFC Fight Night: Dariush vs. Tsarukyan                  | 02.12.2023 | Austin     | bonus za występ wieczoru                                                            |
| Przegrana | 19-9   | Lauren Murphy (15-5)            | Decyzja (jednogłośna)                             | 3     | 5:00 | UFC Fight Night: Ortega vs. Rodríguez                   | 16.07.2022 | Elmont     |                                                                                     |
| Przegrana | 19-8   | Ketlen Vieira (11-2)            | Decyzja (jednogłośna)                             | 5     | 5:00 | UFC Fight Night: Vieira vs. Tate                        | 20.11.2021 | Las Vegas  | Main Event                                                                          |
| Wygrana   | 19-7   | Marion Reneau (9-7-1)           | TKO (Ground and pound)                            | 3     | 1:53 | UFC on ESPN: Makhachev vs. Moisés                       | 17.07.2021 | Las Vegas  | Co-Main Event                                                                       |
| Przegrana | 18-7   | Raquel Pennington (8-5)         | Decyzja (jednogłośna)                             | 3     | 5:00 | UFC 205                                                 | 12.11.2016 | Nowy Jork  |                                                                                     |
| Przegrana | 18-6   | Amanda Nunes (12-4)             | Poddanie (duszenie zza pleców)                    | 1     | 3:16 | UFC 200                                                 | 09.07.2016 | Las Vegas  | Straciła pas mistrzyni UFC w wadze koguciej                                         |
| Wygrana   | 18-5   | Holly Holm (10-0)               | Poddanie (duszenie zza pleców)                    | 5     | 3:30 | UFC 196                                                 | 05.03.2016 | Las Vegas  | Zdobyła pas mistrzyni UFC w wadze koguciej, występ wieczoru                         |
| Wygrana   | 17-5   | Jessica Eye (11-2)              | Decyzja (jednogłośna)                             | 3     | 5:00 | UFC on Fox: Dillashaw vs. Barao 2                       | 25.07.2015 | Chicago    |                                                                                     |
| Wygrana   | 16-5   | Sara McMann (8-1)               | Decyzja (niejednogłośna)                          | 3     | 5:00 | UFC 183                                                 | 31.01.2015 | Las Vegas  |                                                                                     |
| Wygrana   | 15-5   | Rin Nakai (16-0-1)              | Decyzja (jednogłośna)                             | 3     | 5:00 | UFC Fight Night: Hunt vs. Nelson                        | 20.08.2014 | Saitama    |                                                                                     |
| Wygrana   | 14-5   | Liz Carmouche (9-4)             | Decyzja (jednogłośna)                             | 3     | 5:00 | UFC Fight Night: Werdum vs. Browne                      | 19.04.2014 | Orlando    |                                                                                     |
| Przegrana | 13-5   | Ronda Rousey (7-0)              | Poddanie (dźwignia na łokieć)                     | 3     | 0:58 | UFC 168                                                 | 28.12.2013 | Las Vegas  | Debiut w UFC, Walka o pas mistrzowski UFC w wadze koguciej, Bonus za walkę wieczoru |
| Przegrana | 13-4   | Cat Zingano (7-0)               | TKO (uderzenie kolanem i ciosy pięściami)         | 3     | 2:55 | The Ultimate Fighter: Team Jones vs. Team Sonnen Finale | 13.04.2013 | Las Vegas  | Bonus za walkę wieczoru                                                             |
| Wygrana   | 13-3   | Julie Kedzie (16-10)            | Poddanie (dźwignia na łokieć)                     | 3     | 3:28 | Strikeforce: Rousey vs. Kaufman                         | 18.04.2012 | San Diego  |                                                                                     |
| Przegrana | 12-3   | Ronda Rousey (4-0)              | Poddanie (dźwignia na łokieć)                     | 1     | 4:27 | Strikeforce: Tate vs. Rousey                            | 03.03.2012 | Columbus   | Straciła pas mistrzyni Strikeforce w wadze koguciej                                 |
| Wygrana   | 12-2   | Marloes Coenen (19-4)           | Poddanie (duszenie trójkątne rękoma)              | 4     | 3:03 | Strikeforce: Fedor vs. Henderson                        | 30.07.2011 | Hoffman    | Zdobyła pas mistrzyni Strikeforce w wadze koguciej                                  |
| Wygrana   | 11-2   | Hitomi Akano (15-7)             | Decyzja (jednogłośna)                             | 3     | 5:00 | Strikeforce: Challengers: Riggs vs. Taylor              | 13.08.2010 | Phoenix    | Finał turnieju w wadze półśredniej kobiet                                           |
| Wygrana   | 10-2   | Maiju Kujala (5-0)              | Decyzja (jednogłośna)                             | 2     | 5:00 | Strikeforce: Challengers: Riggs vs. Taylor              | 13.08.2010 | Phoenix    | Półfinał turnieju w wadze półśredniej kobiet                                        |
| Wygrana   | 9-2    | Zoila Gurgel (5-0)              | Poddanie (dźwignia na łokieć)                     | 2     | 4:09 | Strikeforce Challengers: Johnson vs. Mahe               | 26.03.2010 | Fresno     |                                                                                     |
| Wygrana   | 8-2    | Valerie Coolbaugh (4-3)         | Poddanie (dźwignia na łokieć)                     | 1     | 4:45 | Freestyle Cage Fighting 38                              | 16.01.2010 | Tulsa      | Obroniła mistrzostwo FCF w wadze koguciej                                           |
| Wygrana   | 7-2    | Sarah Oriza (1-4)               | KO (wysokie kopnięcie w głowę)                    | 2     | 0:08 | CageSport MMA 7                                         | 03.10.2009 | Tacoma     |                                                                                     |
| Przegrana | 6-2    | Sarah Kaufman (8-0)             | Decyzja (jednogłośna)                             | 3     | 3:00 | Strikeforce Challengers: Evangelista vs. Aina           | 15.05.2009 | Fresno     |                                                                                     |
| Wygrana   | 6-1    | Lizbeth Carreiro (3-4)          | Poddanie (duszenie barkiem tzw. "Vol Flue Choke") | 3     | 2:48 | Freestyle Cage Fighting 30                              | 04.04.2009 | Shawnee    | Zdobyła mistrzostwo FCF w wadze koguciej                                            |
| Wygrana   | 5-1    | Dora Baptiste (0-0)             | Poddanie (duszenie trójkątne)                     | 1     | 1:48 | Atlas Fights: USA vs. Brazil                            | 21.02.2009 | Biloxi     |                                                                                     |
| Wygrana   | 4-1    | Jessica Bednark (4-1)           | TKO (ciosy pięściami)                             | 1     | 1:22 | Freestyle Cage Fighting 27                              | 31.01.2009 | Shawnee    |                                                                                     |
| Wygrana   | 3-1    | Jamie Lynn Welsh (1-3)          | TKO (ciosy pięściami)                             | 1     | 2:21 | CageSport MMA                                           | 29.11.2008 | Tacoma     |                                                                                     |
| Wygrana   | 2-1    | Elaina Maxwell (2-2)            | Decyzja (jednogłośna)                             | 3     | 3:00 | Strikeforce: Melendez vs. Thomson                       | 27.06.2008 | San Jose   |                                                                                     |
| Przegrana | 1-1    | Kaitlin Young (3-5)             | KO (wysokie kopnięcie w głowę)                    | 1     | 0:30 | HOOKnSHOOT: BodogFIGHT 2007 Women's Tournament          | 24.11.2007 | San Jose   | Półfinał turnieju BodogFIGHT w wadze koguciej                                       |
| Wygrana   | 1-0    | Jan Finney (1-0)                | Decyzja sędziego ringowego                        | 4     | 4:00 | HOOKnSHOOT: BodogFIGHT 2007 Women's Tournament          | 24.11.2007 | San Jose   | Debiut w MMA, Ćwierćfinał turnieju BodogFIGHT w wadze koguciej                      |